# 九鬼久隆
九鬼 久隆（くき ひさたか）は、志摩鳥羽藩の第2代藩主、摂津三田藩の初代藩主。九鬼氏13代当主。鳥羽藩初代藩主・九鬼守隆の五男。

## 生涯
伯父・成隆の子・左近の養子となり、8歳の時金剛證寺に預けられ、寿良と名乗る。嫡子だった長兄・良隆が病弱のため廃嫡された後、良隆の養嗣子となる。寛永9年（1632年）に父が死去すると、家督を継ぐこととなった。しかし三兄の隆季がこの相続に不満を持って対立、騒動を引き起こしたため、幕府からその責任を問われて久隆は志摩鳥羽から摂津三田3万6千石に減転封となった。
隆季は、新規に丹波綾部藩2万石を与えられ、分家する形となる。結果として、鳥羽5万6千石が分割された格好となり、両者とも海とは縁のない土地への転封であったためさらに祖父嘉隆以来の水軍力を失った。九鬼氏の摂津への移封は、幕府にとって危険な勢力となりそうな大名を騒動に乗じて転封するという、勢力削減政策であったと言われている。

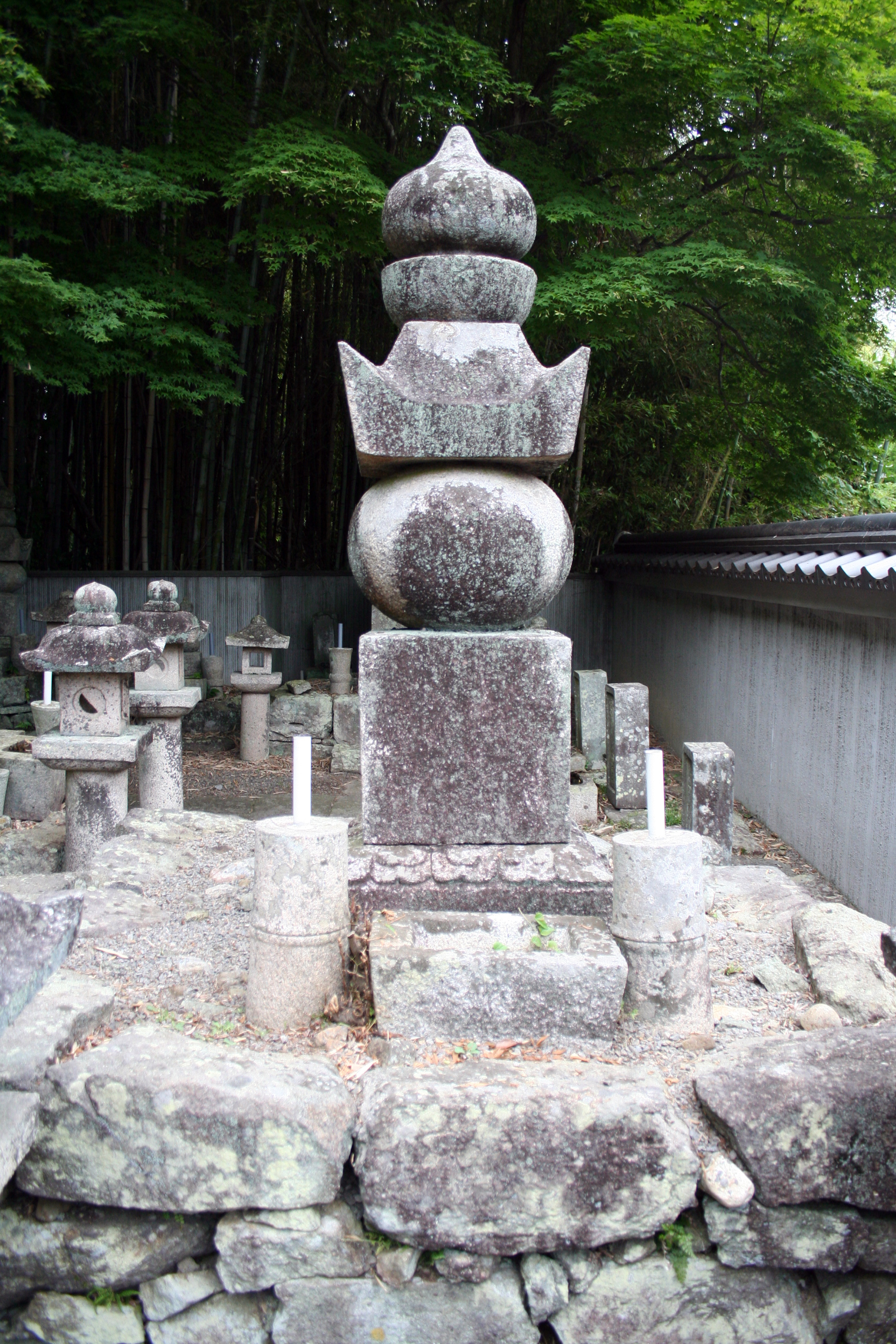
九鬼久隆の墓（心月院）

その後は摂津高槻藩の守衛などを務めた。慶安2年（1649年）正月23日に死去し、跡を長男の隆昌が継いだ。